# أولاد بو علي الواد
 أولاد بو علي الواد (بالإنجليزية: OULAD BOUALI LOUED)‏ هي جماعة قروية تابعة لإقليم قلعة السراغنة ضمن جهة مراكش تانسيفت الحوز بالمغرب. بلغ مجموع عدد سكان  أولاد بو علي الواد حسب إحصاءات 2004 حوالي 6031 نسمة يعيشون في 933 أسرة.

## إحصاء عام
| السنة | عدد السكان | عدد الأسر | عدد الأجانب |
| ----- | ---------- | --------- | ----------- |
| 1994  | 5739       | 867       | °°°°        |
| 2004  | 6031       | 933       | 0           |

## دواوير الجماعة
الدوار الجديد-دوار ايت قدور- دوار اولاد علال- دوار تعاونية الوفاق-دوار ايت بن أحمد- دوار ازريعات- دوار الحدادة- دوار ايت عيسى- دوار اولاد اعليليش لحوانت- دوار اولاد اعليليش كورزيط-